# Capitano

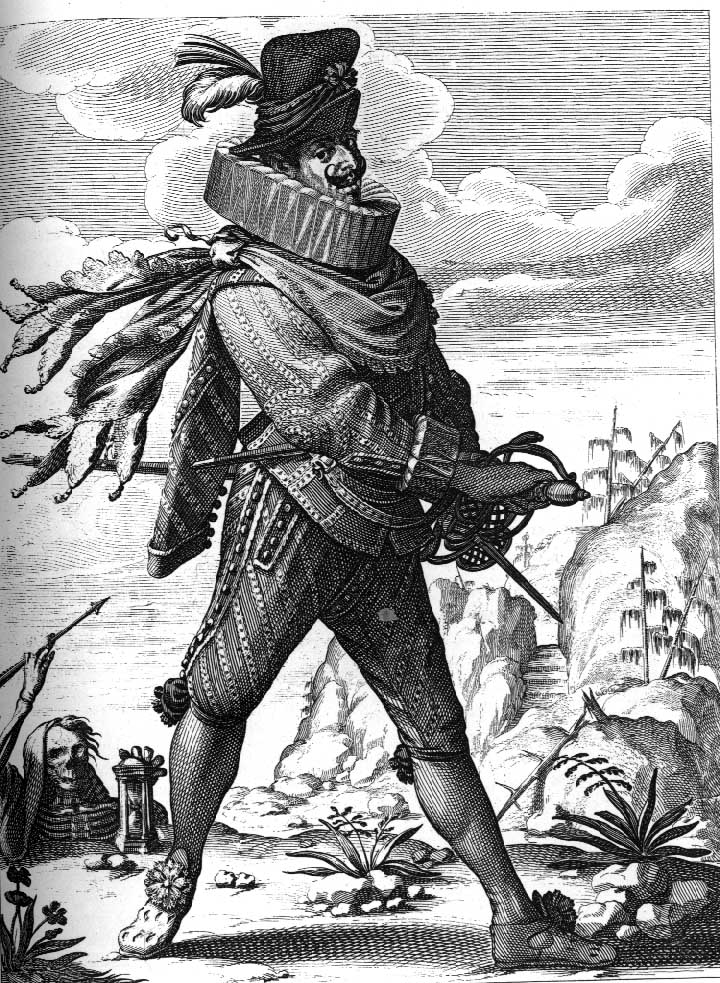
Capitano - rycina z XVII w.

Capitano (Kapitan) – jedna z głównych postaci (masek „komicznych”) commedia dell’arte.
Kapitan wywodzący swoje pochodzenie ze starożytnych klasycznych czasów, występuje jako osobistość przyciągająca uwagę, pyszałek i samochwał, ale tchórz wierutny w obliczu zbliżającej się bójki. Odziany w strojne szaty, w masce z długim nosem i straszliwymi wąsami, budzi przerażenie swoim wyglądem, a śmiech tchórzostwem.